# Johannes Martinet Kuipers
Johannes Martinet Kuipers (Acquoy, 14 november 1762 - Voorst, 27 februari 1846) was een Nederlandse predikant.
Johannes Martinet Kuipers was een zoon van Hendricus Engelbertus Kuipers en "Helena Martinet". Zijn vader was predikant te Acquoy ten tijde van de geboorte van Johannes. Martinet Kuipers werd opgevoed als leerling van zijn oom Jan Floris Martinet, een bekend predikant en popularisator van de natuurwetenschappen, en voegde daarom diens achternaam bij zijn oorspronkelijke achternaam Kuipers. Hierdoor droeg hij ten tijde van de invoering van de burgerlijke stand in 1811 een dubbele achternaam, die daarmee was vastgelegd.
Martinet Kuipers was predikant te Bergen (1786-1789), West-Zaandam (1789-1802), Groningen (1802-1838) en vestigde zich na zijn emeritaat in Voorst, nabij Zutphen.
Hij huwde op 19 januari 1790 met Maria Elisabeth Mijnssen, die op 30 september 1814 stierf. Op 24 februari 1818 hertrouwde hij te Zevenaar met de vierentwintig jaar jongere Henriette Louise d'Achard, die haar man uiteindelijk zo'n 6 jaar zou overleven. Beide huwelijken bleven kinderloos.
De zus van Henriette Louise, Maria Agneta d'Achard, had echter een kleinzoon, Johannes van Loenen, geboren op 22 juni 1840, die op tweejarige leeftijd officieel het bestanddeel "Martinet" in zijn achternaam gevoegd kreeg. Daardoor bleef de naam Martinet tot op heden in de familienaam "Van Loenen Martinet" bewaard, welke familie onder meer een conservator van het Stedelijk Museum in Amsterdam voortbracht.
Delen van de nalatenschap van Martinet Kuipers, waaronder stukken uit de belangrijke verzamelingen van zijn oom, zijn opgenomen in de collectie van het Stedelijk Museum te Zutphen.